# Carlos Latuff
Carlos Latuff   (Rio de Janeiro, 30 de novembre de 1968) és un ninotaire brasiler. El seu treball tracta temes com l'anticolonialisme, l'anticapitalisme i l'antibel·licisme. És conegut per les seves il·lustracions sobre el conflicte israelià-palestí, una qüestió que va conèixer de primera mà després d'un viatge a la regió a finals dels anys 1990, i els esdeveniments de la Primavera Àrab.
Els dibuixos de Latuff, que estableixen un paral·lelisme entre l'estat d'Israel i el nazisme i comparen el Mur de Cisjordània amb els camps de concentració, han estat qualificats d'antisemites pel Centre Simon Wiesenthal, que ha titllat el treball de Latuff de «banalització de l'Holocaust». Latuff ha rebutjat les acusacions com «una estratègia per a desacreditar les crítiques a Israel».
| « | Els meus dibuixos no se centren en els jueus ni en el judaisme. El meu enfocament és Israel com a entitat política, com a govern, les seves forces armades com un satèl·lit dels interessos dels EUA a l'Orient Mitjà, i especialment les polítiques israelianes cap al poble palestí. Passa que els jueus israelians són els opressors dels palestins... Els meus detractors diuen que l'ús de l'Estrella de David als meus dibuixos relacionats amb Israel és una prova irrefutable d'antisemitisme, però no és culpa meva si Israel va triar motius religiosos sagrats com a símbols nacionals, com ara la menorà de la Knésset o l'Estrella de David, en màquines de matar com els avions F-16. | » |

## Trajectòria
Latuff va néixer al barri de São Cristóvão de Rio de Janeiro i és d'ascendència libanesa. Va iniciar-se com a dibuixant en publicacions d'esquerres al Brasil el 1990. El 1997, després de veure un documental sobre l'Exèrcit Zapatista d'Alliberament Nacional mexicà, va decidir crear un lloc web i dedicar-se a «l'activisme artístic» copyleft. Graham Fowell, expresident del Club de Dibuixants de Gran Bretanya, ha comparat el seu treball amb el de Banksy.
El 2011, els seus dibuixos sobre la Revolució del 25 de gener van convertir-lo, segons Reuters, en «un heroi de la tumultuosa Primavera Àrab amb esbossos satírics de foc ràpid».

Latuff ha estat arrestat almenys tres vegades al Brasil pels seus dibuixos animats sobre la policia brasilera, a qui ha criticat per la brutalitat policial.

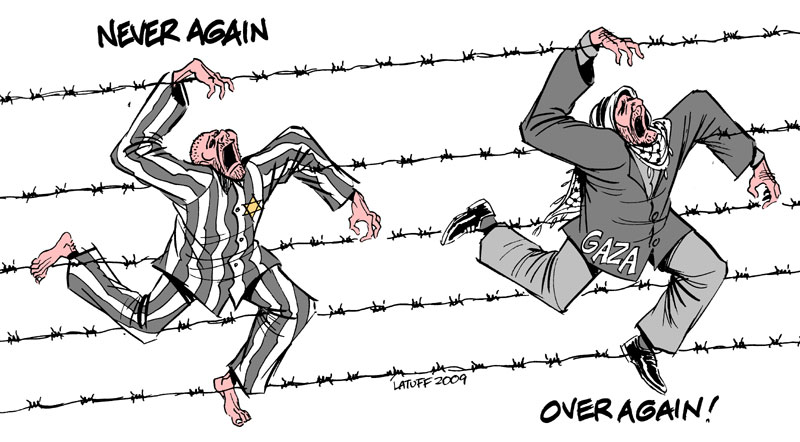
Dibuix de Latuff amb motiu de l'Iom ha-Xoà

Les obres de Latuff sovint s'han autopublicat a llocs web com Indymedia i blogs. És col·laborador de The Globe Post i alguns dels seus dibuixos han aparegut en revistes com Mad i Le Monde diplomatique. També col·labora en diversos diaris de l'Orient Mitjà, com Alquds Alarabi, Huna Sotak i l'Islamophobia Research and Documentation Project de la Universitat de Califòrnia a Berkeley. L'any 2019 va editar-se una selecció dels seus dibuixos al llibre Drawing Attention to the Israeli-Palestinian Conflict: Political Cartoons by Carlos Latuff.
Latuff ha creat dibuixos animats criticant els mandataris George W. Bush, Luiz Inácio Lula da Silva i Tony Blair, entre d'altres polítics. Ha criticat les invasions militars estatunidenques a l'Iraq i l'Afganistan: «la guerra no és un videojoc, i el tecnofetitxisme no s'ha de celebrar, sinó exposar», i ha argumentat que les accions dels EUA han estat motivades per la possibilitat de treure beneficis del petroli.